# Tycho Norlindh
Nils Tycho Norlindh, född 13 maj 1906 i Glimåkra, Kristianstads län, död 23 januari 1995 i Danderyd, var en svensk botaniker. Han var 1965–1972 professor och föreståndare för den botaniska sektionen vid Naturhistoriska riksmuseet. Norlindh är begravd på Glimåkra gamla kyrkogård.